# 웨인 요새 조약

웨인 요새 토지 매각 협상

웨인 요새 조약(Treaty of Fort Wayne)은 일명 10시 국경 조약(Ten O'clock Line Treaty)이라고도 불리며, 1809년에 미국 인디언의 땅 300만 에이커(약 12,000 km2)를 백인 개척민에게 매각한다는 조약이다. 이 조약에 참여한 인디언 부족들은 델라웨어 족, 일리버 족, 마이애미 족, 그리고 포타와토미 족이 초기 협상에 참여를 했다. 이후 매각될 지역에 오랫동안 살고 있었던 키카푸 족과 웨아 족이 추가로 참여했다. 협상에는 소수 부족인 쇼니 족이 포함되지 않았고, 마이애미 부족의 추장 리틀 터틀에게서 떠나라는 강요을 받았다. 새로 만들어진 인디애나 준주의 주지사인 윌리엄 헨리 해리슨은 그 부족들과 조약 협상을 했다. 그리고 이 협상은 이후 쇼니 족 지도자 테쿰세와 동조한 부족과 미국과의 전쟁으로 이어졌다. 그래서 이 전쟁을 ‘테쿰세 전쟁’이라고 불렀다.

## 같이 보기
- 인디애나 준주